# Abounamy
L’Abounamy est une rivière affluent du fleuve Maroni en Guyane.